# Mnason
Mnasón o Nasón (en griego: Μνάσων) fue un cristiano chipriota del primer siglo, del cual se dice que ofreció hospitalidad al apóstol Pablo y a sus compañeros cuando estos llegaron a Jerusalén procedentes de Cesarea (cf. Hch 21, 16). La redacción de este versículo ha suscitado debates sobre si Mnasón acompañó a los viajeros en su viaje, o si simplemente les proporcionó alojamiento, así como si su casa estaba en Jerusalén o en un pueblo camino a Jerusalén. Aunque solo se menciona en un versículo, muchos cristianos han extraído lecciones del ejemplo de Mnasón sobre la perseverancia en la fe cristiana y el ejercicio de la hospitalidad.